# Sorio
Sorio (korsisch Soriu) ist eine Gemeinde auf der französischen Mittelmeerinsel Korsika. Sie gehört zum Kanton Biguglia-Nebbio im Arrondissement Calvi. Die Bewohner nennen sich Soriais oder Suriacci. Das Siedlungsgebiet befindet sich auf ungefähr 400 Metern über dem Meeresspiegel und besteht aus dem Dorf Sorio und den Weilern Croce und Valle. Die Nachbargemeinden sind San-Gavino-di-Tenda im Norden, Piève im Osten und Süden, Pietralba im Südwesten und Westen sowie Lama im Westen und Nordwesten.

## Bevölkerungsentwicklung
| Jahr      | 1962 | 1968 | 1975 | 1982 | 1990 | 1999 | 2008 | 2015 |
| --------- | ---- | ---- | ---- | ---- | ---- | ---- | ---- | ---- |
| Einwohner | 176  | 165  | 141  | 118  | 126  | 148  | 154  | 138  |

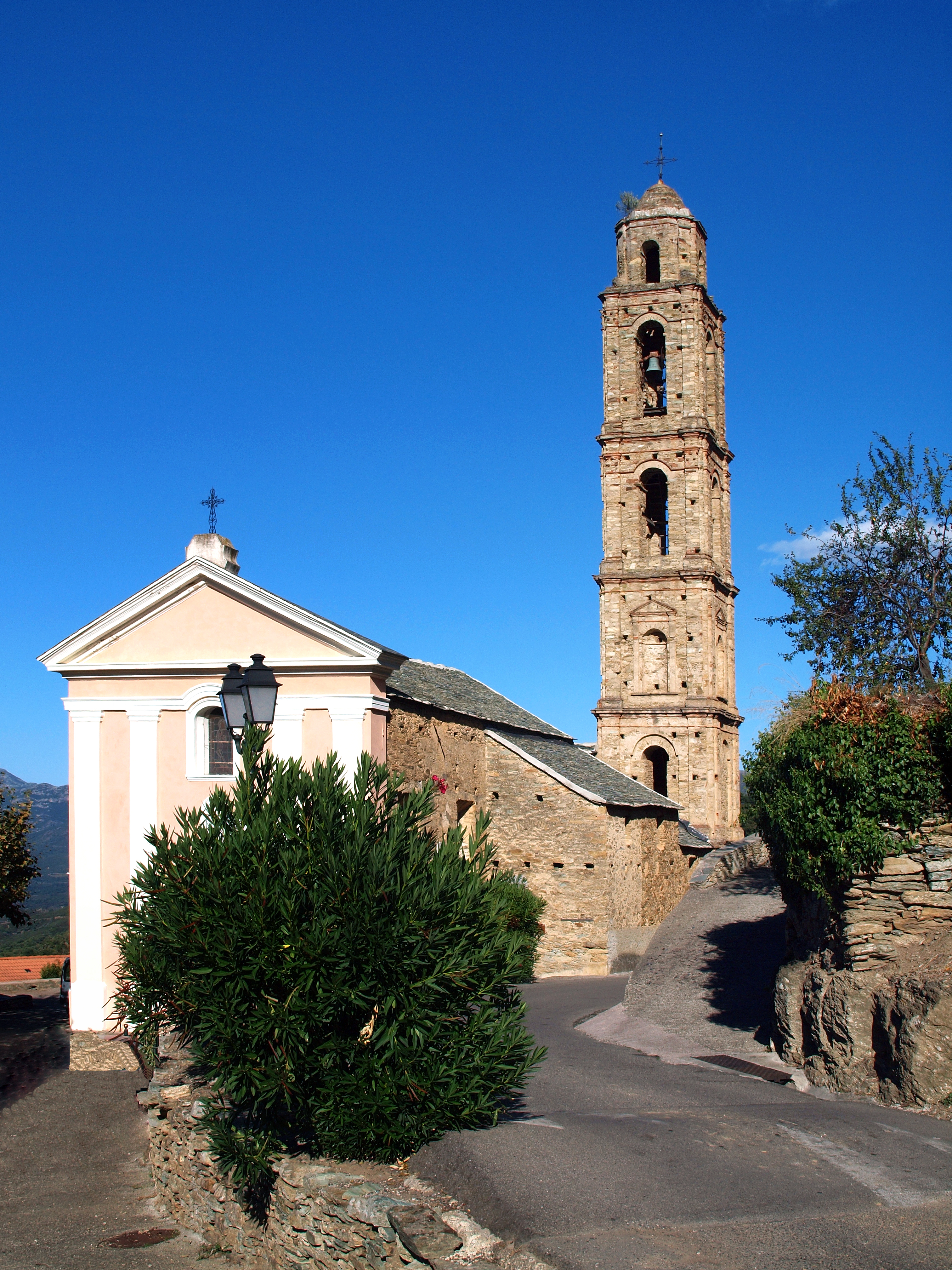
Kirche San Filippu Neri
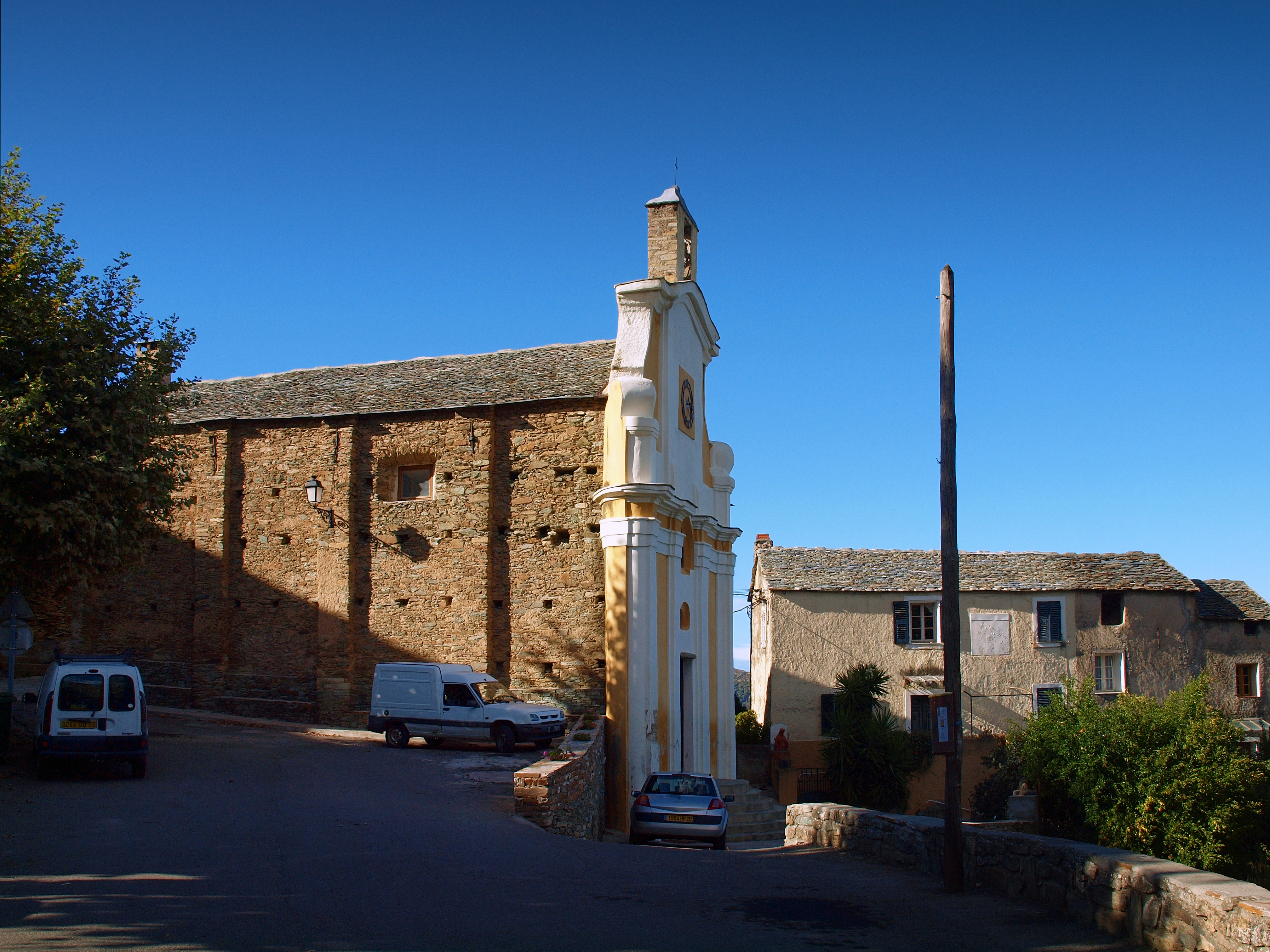
Kapelle Sainte-Croix
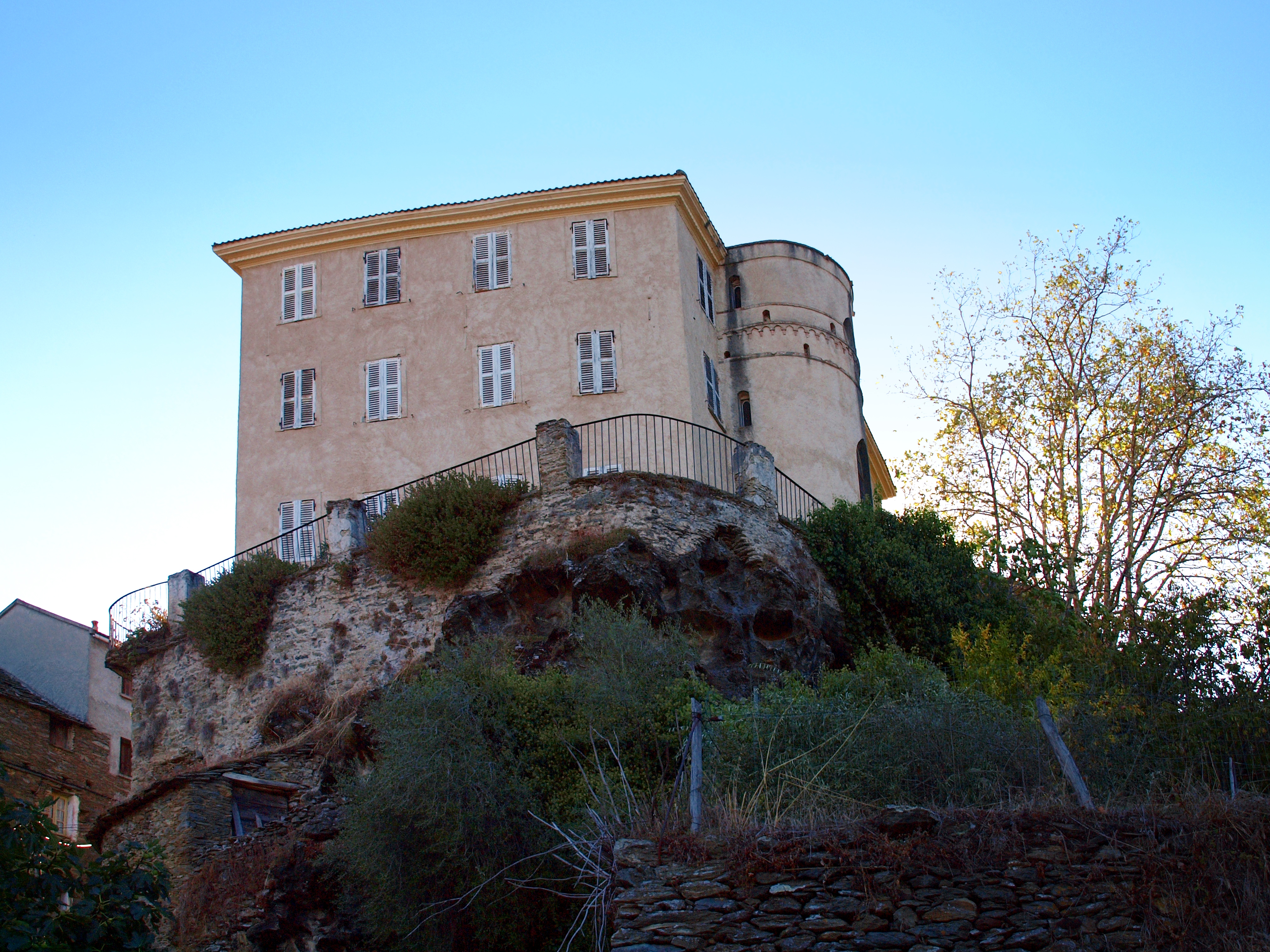
Schloss von Sorio
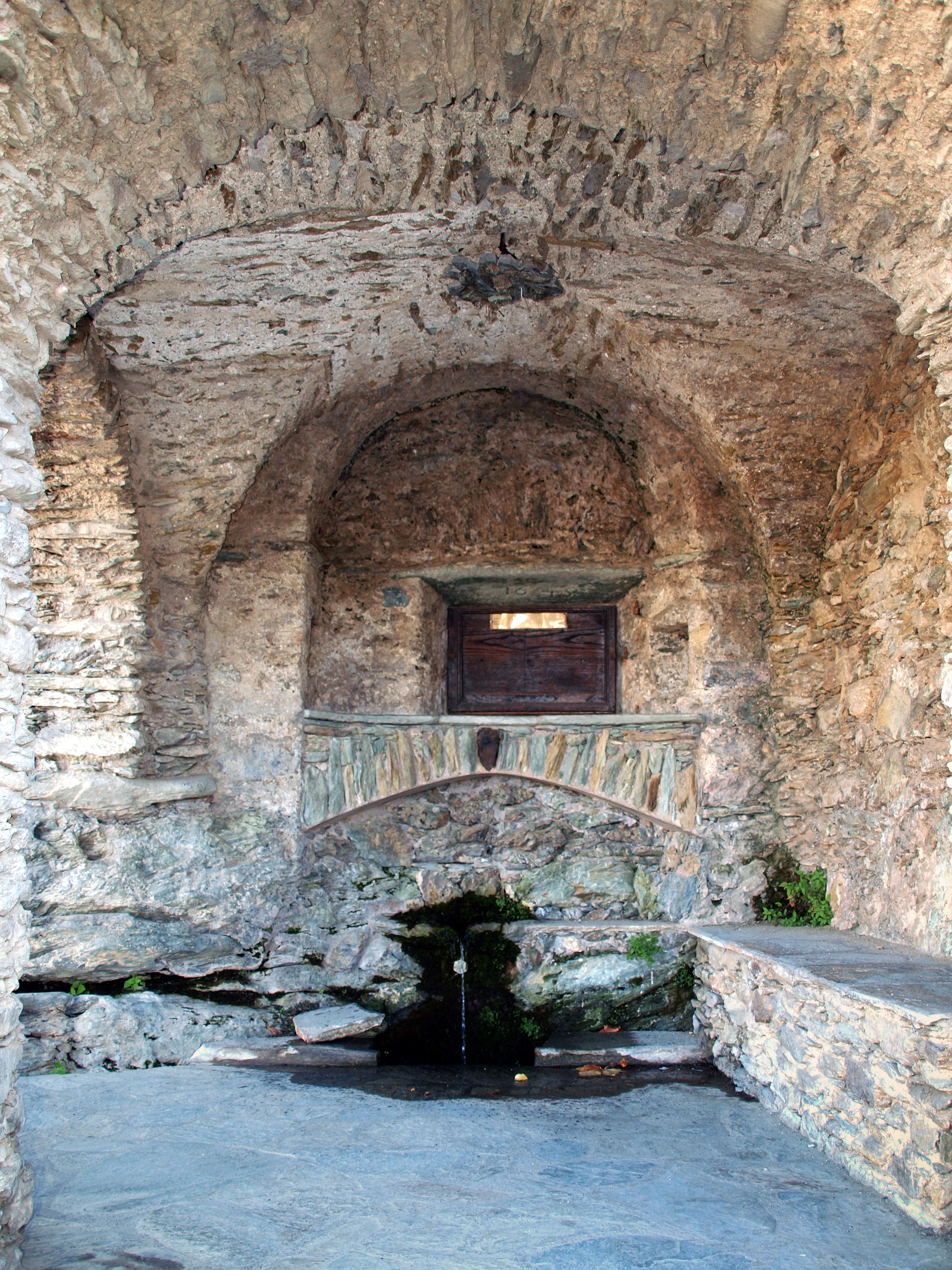
Dorfbrunnern